# Paupertas impulit audax
La locuzione latina Paupertas impulit audax, tradotta letteralmente, significa [mi] spinse la povertà audace (Orazio, Epist., Il, 2, 51).
Nel contesto originario, il poeta racconta che l'indigenza lo spinse a comporre versi; ma nel significato generico la frase vuoi dire che la povertà spinge a far cose temerarie, che non si farebbero senza il suo stimolo.